# Glyptothorax exodon
Glyptothorax exodon es una especie de peces de la familia Sisoridae en el orden de los Siluriformes.

## Morfología
• Los machos pueden llegar alcanzar los 6,3 cm de longitud total.

## Distribución geográfica
Se encuentra al oeste de Borneo.